# David Soyeur
David Soyeur, né le 14 février 1985 à Liège (région wallonne), est un illustrateur et auteur de bande dessinée réaliste belge francophone.

## Biographie

### Jeunesse
David Soyeur naît le 14 février 1985 à Liège. Il doit à son père sa passion du dessin. Il se forme artistiquement à l'École supérieure des arts Saint-Luc de Liège.
Il se lance dans la bande dessinée en étant influencé par les auteurs parlant italien dont Hugo Pratt, Alberto Breccia, Dino Battaglia et Sergio Toppi. Il est passionné d’histoire, il se centre sur les événements de la Deuxième guerre mondiale et il publie des scènes inspirées de la Résistance liégeoise dans le premier numéro de Page 1, une publication de la province de Liège en 2012,,.
Il travaille d’abord comme illustrateur en Belgique, puis il part s'installer en France. En 2015, il participe à l'exposition collective Face à Face, de L’Atelier Tramway à Villars-sur-Glâne en Suisse qui confronte quatre regards d’illustrateurs sur le thème du portrait.
Il fait une rencontre marquante en la personne du scénariste Fabrice Linck avec qui il réalise son premier album Puzzler - Le Pink Rudolf aux Éditions du Long Bec. Ce polar de 56 pages met en scène Baptiste Peyrac, un cambrioleur de génie qui dépose une pièce de puzzle sur les lieux de chacun de ses méfaits et qui se fait prendre au piège du Capitaine Guichard,,.
Il illustre également en collaboration différents albums soit dans la collection « L'histoire dans l'Histoire » dont la thématique est les villes en bande dessinée avec Strasbourg : D'Argentoratum à la guerre des Rustauds (2019), Nantes ou des docu-BD Histoires incroyables du Tour de France (2020), Histoires incroyables du Basket ! (2021) et Histoires incroyables du cinéma (2022) ainsi que Les Chantiers de jeunesse sous le régime vichyste publiés aux éditions Petit à petit.
En 2022, il retrouve Fabrice Linck pour une nouvelle collaboration autour du thème de la première grande dynastie chinoise. Il publie un one shot Qin Shi Huang sur la vie du premier empereur de Chine, de son enfance comme otage jusqu'aux dernières heures de sa vie, scénarisé par Fabrice Linck et dont la mise en couleur est réalisée par Giulia Priori, publié aux éditions Kamiti en ayant recours à la plateforme de financement participatif Ulule.

### Vie privée
Il vit à Strasbourg dans le Bas-Rhin en 2015.

## Œuvres

### Bandes dessinées

#### One shots
- Puzzler - Le Pink Rudolf[3],[8],[9], Éditions du Long Bec, Erstein, 19 juin 2019
Scénario : Fabrice Linck - Dessin : David Soyeur - Couleurs : Amélie Lefèvre -  (ISBN 978-2-379-38021-1)
- Qin Shi Huang[11],[12], Kamiti, 22 septembre 2023
Scénario : Fabrice Linck - Dessin : David Soyeur - Couleurs : Giulia Priori -  (ISBN 979-10-97477-34-9),Les tirages de luxe  (ISBN 979-10-97477-35-6) et de tête  (ISBN 979-10-97477-39-4) proposent des visuels de couverture différents.

#### Dans la collection «L'histoire dans l'Histoire»
- 1. D'Argentoratum à la guerre des Rustauds, Petit à petit, coll. « L'histoire dans l'Histoire », Rouen, 18 octobre 2019
Scénario : Fabrice Linck - Dessin : David Soyeur, Auleeve, Chandre - Couleurs : quadrichromie -  (ISBN 978-2-380-46010-0)

#### Docu-BD
- Histoires incroyables du Tour de France, Petit à petit, Rouen, 21 août 2020
Scénario : Philippe Bouvet, Emmanuel Marie - Dessin : Alessandra Melarosa, Carlos Nieto, Christophe Picaud, Fabien Ronteix, Frédéric Levert, George Quadros, Olivier Jolivet, Paolo Castaldi, Paolo Loreto, Toti, Yusuf Idris, Alberto Pagliaro, Arnaud Jouffroy, Carmelo Zagaria, David Soyeur, Francesca Follini, Gérard Berthelot, James Blondel, Lohran, Massimiliano Veltri, Pascal Viricel, Théo Dubois d'Enghien, Thierry Jollet, Thomas Balard, Ullcer - Couleurs : quadrichromie -  (ISBN 9782380460179)
- Histoires incroyables du Basket !, Petit à petit, Rouen, 19 novembre 2021
Scénario : Tony Lourenco - Dessin : Benjamin Reiss, Clément C. Fabre, Fabien Ronteix, Frédéric Levert, Julien Janssens, Julien Margerit, Laurent Couturier, Mahmoud Benameur, Rachid Nhaoua, Solène Rousseau, Stefano Mastrantuono, Andrea Meloni, Antoine Pédron, Arnaud Jouffroy, David Soyeur, Thomas Balard - Couleurs : quadrichromie -  (ISBN 9782380461053)
- 2. Histoires incroyables du cinéma, Petit à petit, Rouen, mai 2022
Scénario : Alexis Thébaudeau, Elsa Gambin - Dessin : Alessandra Melarosa, Alexandre Ristorcelli, Benjamin Reiss, Emeric Tain, Giorgia De Salvo, Giorgia Marras, Juliette Vaast, Rachid Nhaoua, Tommaso Bianchi, Adriana Filippini, Carmelo Zagaria, David Soyeur, Thierry Jollet - Couleurs : quadrichromie -  (ISBN 9782380461176)

#### Livres
: document utilisé comme source pour la rédaction de cet article.
- Philippe Mellot, Michel Denni, Laurent Turpin et Isabelle Morzadec, Trésors de la bande dessinée : BDM 2023-2024 - Catalogue encyclopédique et Argus, Paris, Les Arènes, novembre 2022, 23e éd., 1677 p., ill. ; 23 cm (ISBN 9791037507280, OCLC 1351462460, présentation en ligne), p. 1033. .

#### Interviews
- Fabrice Linck et David Soyeur (interviewés par Le Korrigan), « Entretien avec Fabrice Linck et David Soyeur », Les Sentiers de l'Imaginaire,‎ octobre 2022 (lire en ligne).